# Carl Otto Czeschka
Carl Otto Czeschka (22. října 1878, Vídeň – 30. července 1960, Hamburk) byl rakouský malíř a grafik české původu spojený s Wiener Werkstätte.

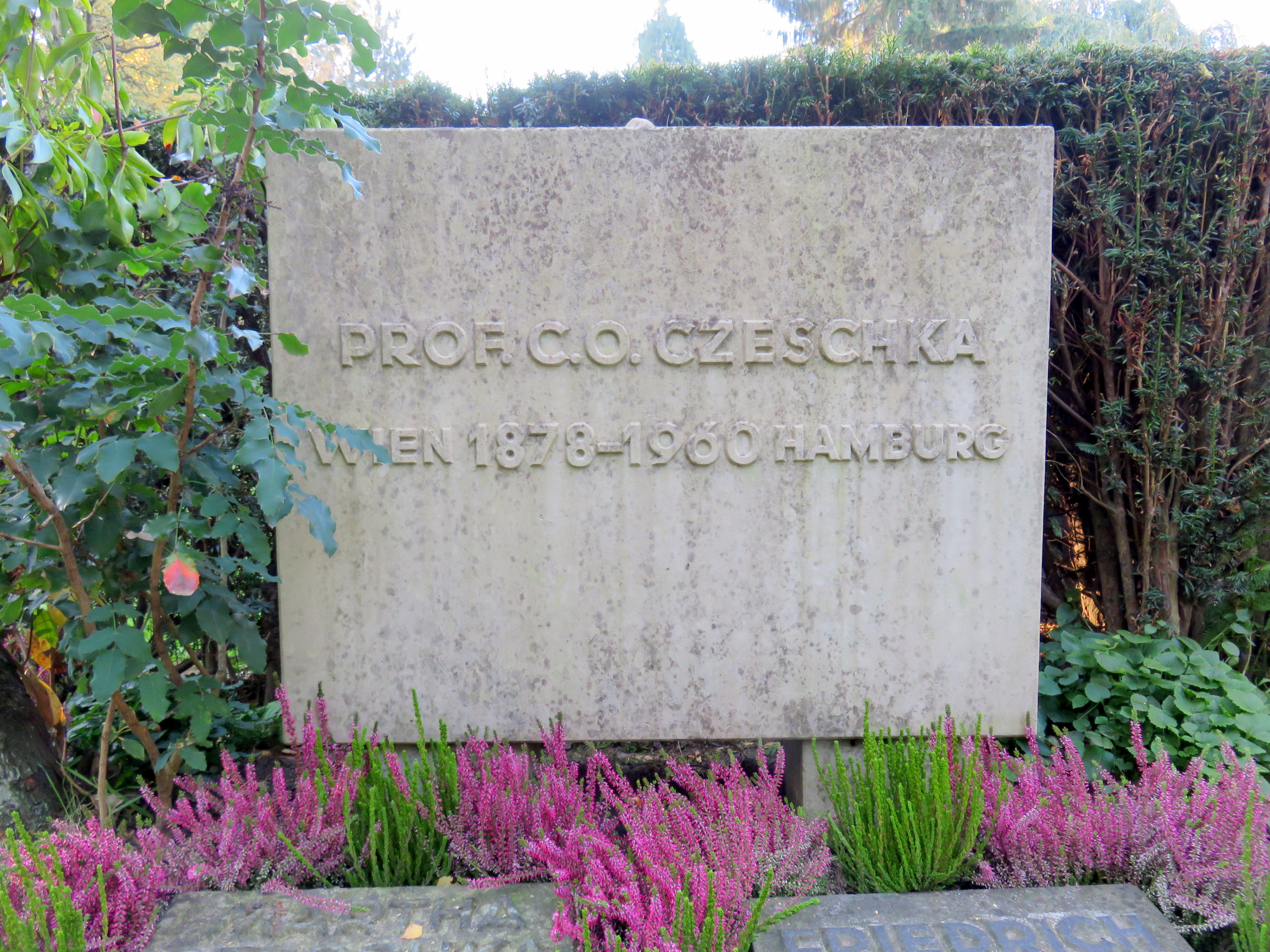
Czeschkův náhrobek na hamburském hřbitově Ohlsdorf

## Život
Carl Otto Czeschka byl napůl českého a napůl moravského původu. Jeho otec Václav Češka (Wenzel Czeschka, 1845–1915) byl tesařský mistr a matka Mathilde Hafnerová (1853–1883) pracovala jako švadlena a vyšívačka.
Carl Otto Czeschka vyrůstal ve Vídni ve velmi chudých poměrech. Bydlel v Zinckgasse 6, v čtvrti Rudolfsheim-Fünfhaus. Intenzivně pracoval jako designér a ilustrátor knih, vytvořil návrhy mnoha knih, letáků, programů, plakátů apod. Byl přítelem Gustava Klimta.

### Tvorba
Jeho nejslavnější prací je obrazová příloha vydání německého příběhu „Nibelungové“ (Die Nibelungen), zcela ve stylu vídeňské secese, který v té době převládal. Jeho umělecká tvorba byla vystavována v několika vážených galeriích a muzeích, včetně Neue Galerie New York a Museum for German and Austrian Art.
Díla Carla Otty Czeschky se objevila v různých aukcích a dosáhla cen v rozmezí od 59 USD do 360 500 USD. Hodnota do značné míry závisí na faktorech, jako jsou rozměry díla či použitý materiál. Je pozoruhodné, že nejvyšší aukční ceny tohoto umělce bylo dosaženo v roce 2017 v Sotheby's v New Yorku, kde se kolekce 16 originálních ilustrací s názvem „An Important Suite Original Illustrations for Die Nibelungen Dem Deutschen Volke“ prodala za 360 500 USD.